# Став Кулик
Ландшафтний заказник місцевого значення «Став Кулик» створений рішенням Київради № 3148/3189 від 4.11.2021 р..

## Опис
Заповідною оголошено територію ставу Кулик та його прибережну захисну смугу площею 1,5 га.

## Рослинність
Водна рослинність ставу характеризується великим різноманіттям: ряска мала, ряска триборозниста, а також жабурник звичайний. З занурених рослин присутні елодея канадська, кушир занурений та водяний різак звичайний.
На заболочених ділянках ставу зростають гірчак почечуйний, вербозілля звичайне, лепеха та півники болотяні. Звичайними видами є пижмо звичайне, холодок лікарський, гвоздика Борбаша, заяча капуста. На території об'єкта також є зарості верби гостролистої та аморфи чагарникової.
На території заказника — чотири види земноводних, а саме: ропуха сіра, гостроморда жаба, деревна жаба, кумка червоночерева.
З плазунів мешкають вуж звичайний та прудка ящірка, які охороняються Бернською конвенцією, а також болотяна черепаха, яка внесена до переліку видів, які перебувають під охороною на території міста Києва. 